# Tilly, Eure
Tilly är en kommun i departementet Eure i regionen Normandie i norra Frankrike. Kommunen ligger i kantonen Écos som tillhör arrondissementet Les Andelys. År 2022 hade Tilly 575 invånare.

## Befolkningsutveckling
Antalet invånare i kommunen Tilly
Referens:INSEE